# Соснина (Львівський район)
Сосни́на —село в Україні, у Жовківській міській громаді Львівського району Львівської області, орган місцевого самоврядування — Жовківська міська рада. Населення становить 185 осіб (станом на 2001 рік). Село розташоване на півночі Жовківської громади, за 13,4 кілометра від центру громади.

## Назва
Колишня назва населеного пункту — село «Соснини».[джерело?]
12 червня 2020 року, відповідно до розпорядження Кабінету Міністрів України № 718-р «Про визначення адміністративних центрів та затвердження територій територіальних громад Львівської області», село увійшло до складу Жовківської міської громади.
19 липня 2020 року, в результаті адміністративно-територіальної реформи та ліквідації Жовківського району, село увійшло до складу новоствореного Львівського району.

## Географія
Село Соснина лежить за 13,4 км на північ від центру громади, фізична відстань до Києва — 447,5 км.

## Історія
Соснина до 1940 року входила до складу села Любеля.[джерело?]

## Населення
Станом на 1989 рік у селі проживали 212 осіб, серед них — 107 чоловіків і 105 жінок.
За даними перепису населення 2001 року у селі проживало 185 осіб. Рідною мовою назвали:
| Мова       | Кількість осіб | Відсоток |
| ---------- | -------------- | -------- |
| українська | 185            | 100,00%  |

## Пам'ятки
- Церква[d], що була побудована у 1865 році.[джерело?]